# Lamberto Puggelli
Lamberto Puggelli (Milano, 11 aprile 1938 – Trecastagni, 11 agosto 2013) è stato un attore e regista teatrale italiano.

## Biografia
Dopo il diploma di attore conseguito nel 1958 presso l'Accademia dei filodrammatici di Milano (fu allievo di Esperia Sperani), avrà inizio la sua carriera di regista teatrale, allestendo alcuni spettacoli per il Festival dei Due Mondi di Spoleto.
Nei tardi anni 1960 inizia a firmare anche regie liriche per i teatri di molte città italiane, nonché sui palcoscenici di Amburgo, Mosca, Chicago, Barcellona, Rio de Janeiro, Tokyo e Londra.
Negli anni 1970 collabora con il Piccolo Teatro, facendo dapprima da assistente alla regia a Giorgio Strehler, poi firmando insieme a lui alcune regie.
Proprio in questo periodo inizia lo studio di Luigi Pirandello che lo porterà a rappresentare Le maschere nude, poi nel 1975 Così è se vi pare, La nuova colonia nel 1992 ed infine Questa sera si recita a soggetto l'anno seguente.
Al Teatro alla Scala mette in scena nel corso degli anni diverse opere liriche. Spiccano tra gli autori rappresentati Giacomo Puccini, Giuseppe Verdi e Gaetano Donizetti. La sua prima regia lirica è del 1966, dove ha messo in scena la Turandot.
La sua attività di regista di prosa coinvolge spazi scenici quali il Teatro Greco di Siracusa e il Castello Sforzesco di Milano. Presta la sua collaborazione anche a piccole cooperative e compagnie teatrali in attività sperimentali.
Ha portato in scena testi di moltissimi autori tra i quali ricordiamo Euripide, Racine, Beaumarchais, Goldoni, Sartre, Čechov, Shaw e Brecht.
È stato l'unico regista a vincere il premio dell’Associazione degli Scrittori Italiani di Teatro.
Ha collaborato per anni con il Teatro Stabile di Catania (diventandone peraltro direttore artistico), dove firma oltre venti spettacoli.
Da tempo malato, è scomparso nel 2013 all'età di 75 anni.

## Prosa televisiva
- I burosauri di Silvano Ambrogi, regia di Ruggero Jacobbi, trasmessa il 17 giugno 1964.

## Regie liriche (elenco parziale)
- Turandot (1966)
- Il trovatore (1969)
- Norma (1972)
- I masnadieri (1974)
- Il barbiere di Siviglia (1979)
- La forza del destino (1982)
- Otello (1990)
- La favorita (1991)
- La sonnambula (1994)
- Fedora (1996)